# Mannesmann Atecs
Mannesmann Atecs, (Atecs av advanced technologies) tyskt företag som ingick i Mannesmann
I Mannesmann Atecs ingick företag som Kienzle Apparate, Fichtel & Sachs, VDO och Boge GmbH som Mannesmann förvärvat under 1980- och 1990-talet. Företaget bildades för att samla de delar av Mannesmann som inte hade med telekommunikation att göra som tagit över som koncernens huvudsakliga område.  Atecs Mannesmann AG togs över av ett konsortium kontrollerat av Siemens AG och Bosch i samband med att Mannesmannkoncernen splittrades i och med att Vodafone tog över koncernen 2000. Dessa delade i sin tur upp de enskilda bolagen mellan sig. Bolagen såldes eller delades upp.